# John Hart (Politiker, 1809)

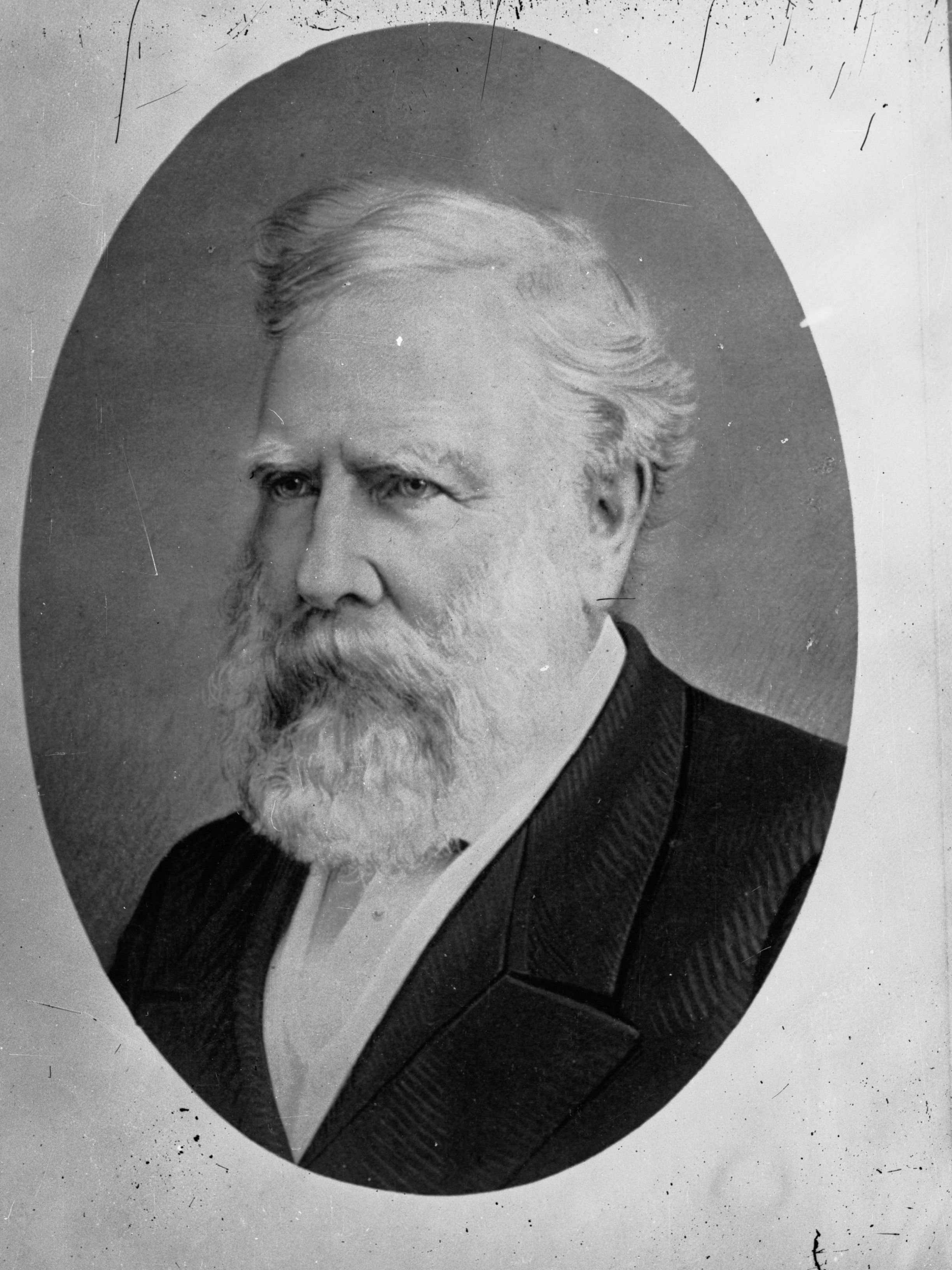
John Hart

Hon. John Hart, CMG (* 25. Februar 1809 in London; † 28. Januar 1873 in Adelaide, South Australia) war ein australischer Politiker, der von 1865 bis 1866, 1868 sowie zwischen 1870 und 1871 drei Mal Premierminister von South Australia war.

## Leben

### Unternehmer, Abgeordneter und Minister
John Hart verschiedene australische Kolonien, kaufte und verkaufte Waren wie Holz und Robbenfelle. Er setzte seine Tätigkeit als Seemann und Kaufmann fort und betrieb von 1842 bis 1846 eine Walfangstation in Encounter Bay. 1846 ließ er sich in Adelaide nieder und beteiligte sich mit unterschiedlichem Erfolg an zahlreichen kommerziellen Unternehmungen, darunter Getreidemühle, Bergbau und Viehzucht. Er nahm an den ersten Wahlen zum neuen Zweikammerparlament Südaustraliens teil und wurde auf einer leicht konservativen Grundlage am 12. Juli 1851 zunächst zum Mitglied des South Australian Legislative Council gewählt, des Oberhauses des Parlaments von South Australia, dem er bis zu seinem Rücktritt am 7. Juli 1853 angehörte. Am 7. Juli 1854 wurde er abermals zum Mitglied des Legislativrates gewählt und gehörte diesem nunmehr bis zu dessen Auflösung am 2. Februar 1857 an. Im Anschluss wurde er am 9. März 1857 im neu geschaffenen Wahlkreis Port Adelaide erstmals zum Mitglied der South Australian House of Assembly gewählt, des Unterhauses des Parlaments, und gehörte diesem 23. August 1859 an, als dieser Sitz wegen unentschuldigter Abwesenheit für vakant erklärt und daraufhin am 13. März 1860 von William Owen übernommen wurde. Während seiner Zeit im Parlament befürwortete er die Abschaffung der Zölle für die Schifffahrt und die Erleichterung einer verstärkten Abwanderung billiger Arbeitskräfte aus Indien und China.
In der nur vom 21. August bis zum 1. September 1857 dauernden Regierung von Premier John Baker übernahm er sein erstes Ministeramt als Schatzminister (Treasurer). Das Amt des Schatzminister bekleidete er auch in der Regierung von Premier Richard Hanson zwischen dem 30. September 1857 und dem 9. Mai 1860. In der elftägigen ersten Regierung von Premier Henry Dutton übernahm er vom 4. Juli bis zum 15. Juli 1863 die Funktion als Chefsekretär (Chief Secretary) der Regierung.	In der ersten Regierung von Premier Henry Ayers (15. Juli 1863 bis 4. August 1864) und der ersten Regierung von Premier Arthur Blyth (4. August 1864 bis 22. März 1865) übernahm er durchgehend wieder den Posten des Schatzministers.

### Dreimaliger Premierminister von South Australia

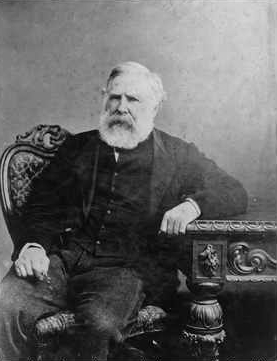
John Hart

Am 23. Oktober 1865 wurde John Hart zum ersten Mal selbst Premierminister von South Australia und löste damit die zweite Regierung von Premier Henry Ayers ab. Das Amt des Premiers bekleidete er bis zum 28. März 1866, woraufhin Premier James Boucaut seine erste Regierung bildete. In seiner ersten Regierung bekleidete Hart zudem zwischen dem 23. Oktober 1865 und dem 28. März 1866 zudem das Amt als Chefsekretär der Regierung. Als Nachfolger von Patrick Coglin wurde er am 4. Mai 1868 im Wahlkreis Light wieder zum Mitglied der South Australian House of Assembly gewählt und vertrat diesen Wahlkreis bis zum 13. April 1870, woraufhin Edward Hamilton diesen Wahlkreis übernahm.
Hart wurde am 24. September 1868 zum zweiten Mal Premier und löste die dritte Regierung von Premier Henry Ayers ab. In seiner lediglich bis zum 13. Oktober 1868 19 Tage dauernden Regierung bekleidete er abermals den Posten des Schatzminister und wurde im Anschluss von der vierten Regierung von Premier Ayers abgelöst. Als Nachfolger des ehemaligen Premiers James Boucaut wurde er am 14. April 1870 im Wahlkreis The Burra wieder zum Mitglied der Legislativversammlung gewählt. Er gehörte dieser bis zu seinem Tode am 28. Januar 1873 an und wurde daraufhin von Rowland Rees abgelöst. Als Nachfolger von Henry Strangways wurde Hart schließlich am 30. Mai 1870 zum dritten Mal Premier und bekleidete des Amt bis zu seiner Ablösung am 10. November 1871 durch Arthur Blyth, der als Premier seine zweite Regierung bildete. Zugleich war Hart zwischen dem 30. Mai 1870 und 10. November 1871 abermals Schatzminister. Seine drei zwischen 1865 und 1871 gebildeten Regierungen waren jeweils von relativ kurzer Dauer und in einer Zeit der politischen Instabilität. Er war der Ansicht, dass die Rolle der Regierung begrenzt sein sollte – Dienstleistungen wie Bildung und Abwasser, so argumentierte er, sollten vom Nutzer bezahlt werden. In vielerlei Hinsicht spiegelte seine Politik seinen Hintergrund als Selfmade-Geschäftsmann wider.
John Hart heiratete am 12. Mai 1845 Margaret Gillmor Todd (um 1815–1876), deren Vater Charles Hawkes Todd (1784–1826) 1821 Präsident des Royal College of Surgeons in Ireland war. Aus dieser Ehe gingen zwei Söhne und fünf Töchter hervor, darunter John Hart Jr., der zwischen 1880 und 1881 ebenfalls kurzzeitig Mitglied der South Australian House of Assembly. Zu seinen Schwagern, den Brüdern seiner Ehefrau, gehörten der Bibelgelehrte und Historiker James Henthorn Todd (1805–1869), der Physiologe und pathologische Anatom Robert Bentley Todd (1809–1860), der Schriftsteller William Gowan Todd (1820–1877) sowie der Chirurg Armstrong Todd (1826–1873). Eine seine Nichte, die Tochter von Robert Bentley Todd, war Bertha Johnson  (1845–1927), eine britische Förderin der Hochschulbildung für Frauen in Oxford und Ehefrau des Historikers Arthur Johnson (1845–1927).

## Hintergrundliteratur
- W. H. Baynes: John Hart: The Public Record, 1831 to 1872, B.A. Thesis, University of Adelaide 1961
- Margaret Dunn: The captain, the colonel and the bishop, Crawford House Press, Hindmarsh 2004